# Mohammad Hatta
Mohammad Hatta (Fort de Kock, 12 agosto 1902 – Giakarta, 14 marzo 1980) è stato un politico indonesiano.
È stato il primo Vice-Presidente dell'Indonesia, noto con il soprannome de Il Proclamatore, lottò al fianco di Sukarno, primo Presidente dell'Indonesia, per l'indipendenza del suo paese contro il dominio coloniale dei Paesi Bassi.

## Biografia
Nato a Fort De Kock, l'attuale Bukittinggi, da una importante famiglia di solida tradizione islamica; suo nonno era un rispettato ulama di Batuhampar, vicino Payakumbuh. Suo padre, Haji Mohammad Djamil, morì quando aveva ancora otto mesi, e rimase con la madre e le sue sei sorelle. In base al sistema matrilineare della società del popolo Minangkabau, venne cresciuto nella famiglia di sua madre. Quest'ultima era piuttosto ricca, e lo educò non solo allo studio del Corano ma anche della lingua olandese.

Proseguì i suoi studi presso la scuola di lingua olandese di Padang dal 1913 al 1916, dopo aver terminato la Sekolah Melayu ovvero la scuola in lingua malese. All'età di tredici anni superò gli esami per entrare nella scuola secondaria di lingua olandese, di Giacarta (allora Batavia). Tuttavia la madre gli chiese di restare a Padang a causa della sua età troppo giovane per frequentare la locale scuola secondaria.

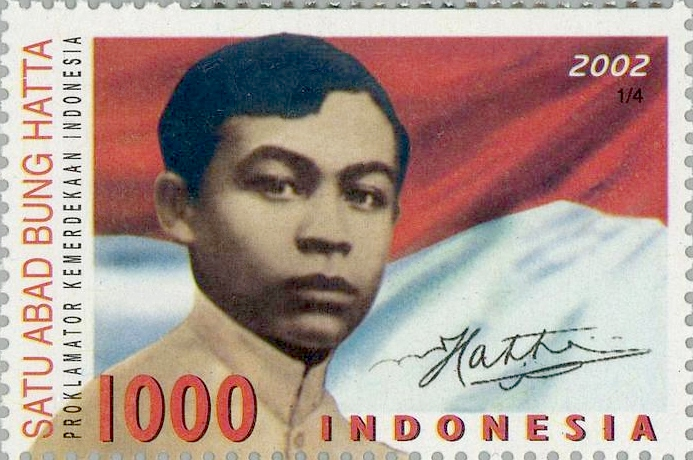
Immagine di un francobollo emesso in Indonesia nel 2002 con l'immagine di Hatta da giovane

Durante il tempo libero lavorava part-time in un ufficio postale, normalmente gli studenti del suo grado non potevano lavorare, ma possedendo una certificazione che gli avrebbe dato accesso ad un grado d'istruzione superiore, gli fu permesso di svolgere un'attività lavorativa. Il giovane Hatta era anche solito frequentare i locali dell'associazione Sarikat Usaha, un'associazione a sostegno dell'educazione fondata dall'attivista Taher Marah Soetan. Qui poteva leggere giornali e riviste in lingua olandese, in particolare sui dibattiti politici discussi nel Volksraad, ovvero il locale parlamento delle Indie orientali olandesi, che, sebbene non avesse alcun tipo di potere esecutivo e legislativo, era comunque la risposta coloniale olandese alle richieste di una rappresentanza politica indonesiana. Fu così che iniziò ad appassionarsi all'attivismo politico, in particolare ai movimenti per l'indipendenza nazionale, e mentre partecipava ad un corteo di studenti a Padang nel dicembre del 1917, conobbe un giovane attivista, Nazir Pamontjak, che lo introdusse nell'associazione politica giovanile Jong Sumatranen Bond, della quale divenne tesoriere della locale sede di Padang nel 1918.
Nel settembre di quello stesso anno, Hatta conobbe il giornalista ed attivista politico per l'indipendenza nazionale indonesiana, Abdul Muis, appartenente al Sarekat Islam, un sindacato di produttori e mercanti di batik fondato su valori islamici, che incoraggiò Hatta e tutti i giovani attivisti politici che considerava la vera risposta la lotta in nome di un'Indonesia indipendente.
Nel maggio del 1919 Hatta poté finalmente recarsi a Giakarta per proseguire gli studi superiori, che completò con ottimi voti nel 1921. A giakarta il giovane Hatta entrò nella sede locale della Jong Sumatranen Bond di cui divenne nuovamente tesoriere, ed entrò nuovamente in contatto con Muis e con uno dei padri fondatori dell'Indonesia e ideatore della sua costituzione, Haij Agus Salim.

## Gli studi in Europa
Il 3 agosto 1921 Hatta, sei giorni prima il compimento del suo diciannovesimo compleanno, salpò dal porto di Padang, diretto a Rotterdam per proseguire i suoi studi superiori in economia presso l'Università Erasmus di Rotterdam. Qui Hatta ritrovò il suo amico attivista Pamontjak, che studiava legge all'Università di Leida e che lo invitò ad unirsi al gruppo di Indische Vereeniging (Associazione Indonesiana), un'associazione studentesca che sarebbe stata tra le prime a reclamare l'indipendenza indonesiana dal colonialismo olandese. Hatta ne fu tesoriere tra il 1922 ed il 1925 e poi Presidente tra il 1926 ed il 1930, e curò la fondazione e la gestione economica della rivista dell'associazione dal titolo Indonesia Merdeka (Indonesia Libera).In occasione del discorso inaugurativo per la fondazione della rivista, dal titolo La struttura economica mondiale e il conflitto di potere, Hatta manifestò il suo interesse per il concetto di "disobbedienza civile", già adottato da altri paesi dominati dal colonialismo come l'India.

Per ottenere supporto a livello internazionale alla causa nazionalista indonesiana, Hatta partecipò a diverse conferenze in tutta Europa in qualità di Presidente della delegazione del suo movimento. Nel 1926 Hatta ed il suo gruppo parteciparono al Sesto Convegno Democratico Internazionale per la Pace tenuto dall'attivista cattolico Marc Sagnier a Boissy-la-Rivière. Nel 1927 partecipò alla Conferenza tenutasi a Bruxelles della Lega contro l'Imperialismo dove ebbe modo di conoscere e confrontarsi con altri eminenti leader di movimenti nazionalisti come l'indiano Jawaharlal Nehru, l'egiziano Mohammad Hafiz Ramadan Bey ed il senegalese Lamine Senghor; in questo stesso anno Hatta venne arrestato dagli olandesi per circa sei mesi, insieme ad altri quattro giovani attivisti nazionalisti del suo movimento. Durante il suo processo, proclamò in sua difesa un discorso che, pubblicato successivamente con il titolo di Indonesia Vrij (Indonesia Libera), lo rese estremamente popolare tra i movimenti nazionalisti indonesiani.

## Il ritorno in Indonesia e la prigionia
Nel luglio del 1932 Hatta fece ritorno in Indonesia, dove divenne immediatamente una delle figure più influenti del movimento nazionalista; il suo ritorno coincise con lo scioglimento forzato del Partito Nazionale Indonesiano e l'arresto di Sukarno. La maggior parte degli appartenenti al Partito Nazionale Indonesiano si unirono alla nuova formazione politica del Partito Indonesiano (Partindo) ma la fazione più radicale del partito si unì con l'intellettuale Sutan Sjahrir per dare vita al Nuovo Partito Nazionale Indonesiano del quale Hatta divenne Presidente nell'agosto di quello stesso anno. In dicembre Sukarno venne liberato e scelse, nonostante lo sforzo di convincere le due formazioni politiche ad unirsi in un fronte unico, di unirsi al Partindo. Tra il 1932 ed il 1933 Hatta scrisse diversi articoli in materia di economia e di politica per conto del giornale del partito, il Daulat Rakyat (Autorità del Popolo).

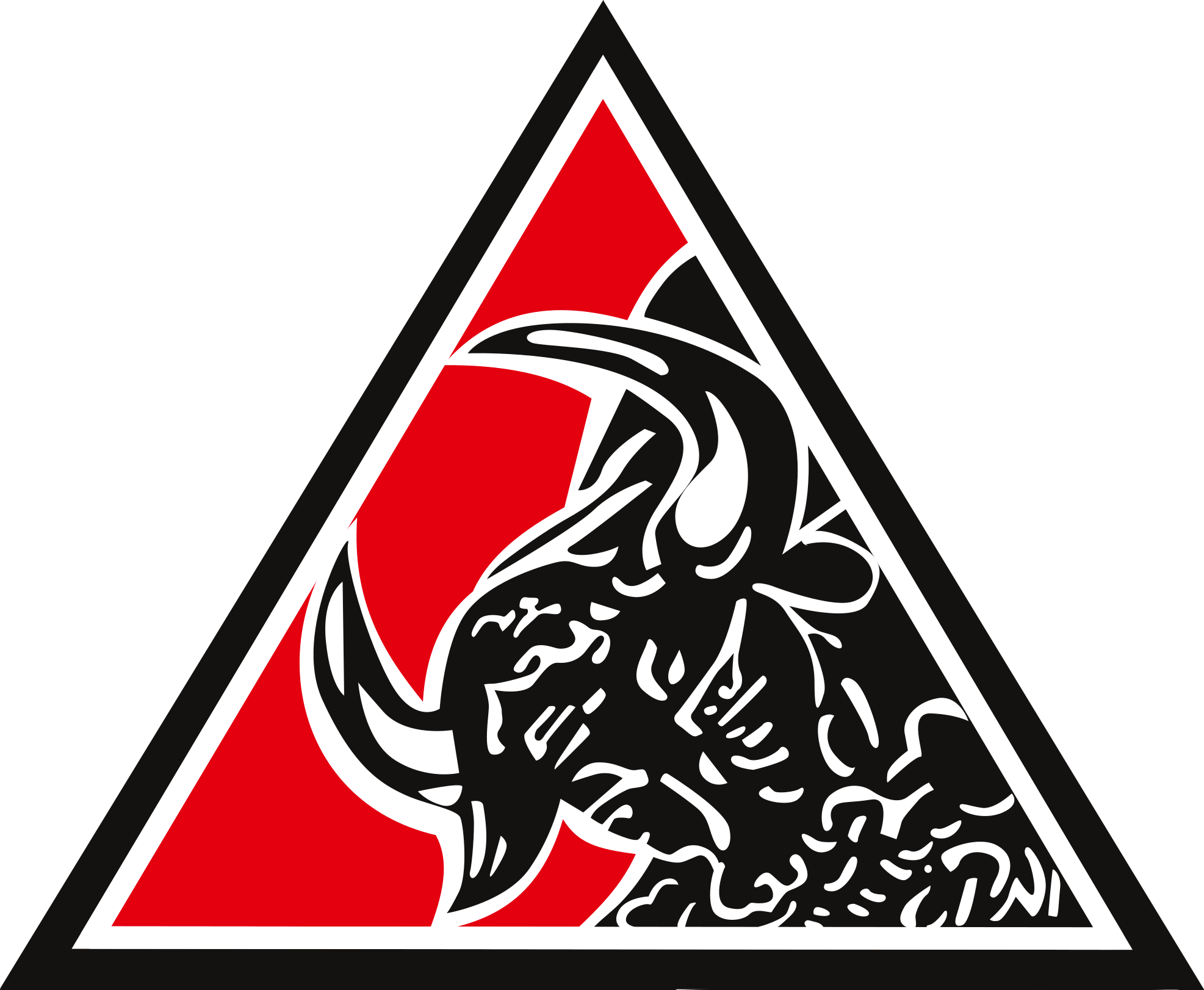
Logo del Partito Nazionale Indonesiano.

Foto del leader del Partito Nazionale Indonesiano Sukarno.

Nell'agosto del 1933 Sukarno venne nuovamente arrestato dalle autorità coloniali olandesi, inviandolo in esilio ad Ende, sull'isola di Flores. Con Sukarno ora in esilio, la repressione olandese poteva meglio concentrarsi sul nuovo Partito Nazionale Indonesiano e sulla sua dirigenza. Nel febbraio del 1934 arrestarono tutti i membri più importanti delle sedi di Giakarta (compreso lo stesso Hatta) e di Bandung. Tutti trascorsero un anno di prigione nel Penitenziario di Cipinang e in quello di Glodok. Durante il suo periodo di carcerazione, Hatta scrisse l'opera Crisi economica e capitalismo. Nel gennaio del 1935 Hatta e gli altri dirigenti del partito vennero trasferiti nel campo di prigionia di Boven-Digoel, in Nuova Guinea, dove rimasero fino al 1937. Durante il suo esilio, Hatta continuò a scrivere articoli, questa volta per il giornale Pemandangan (Lo Scenario), guadagnando abbastanza denaro per sostenere sé ed i suoi colleghi con problemi economici. Egli si prodigò per dare lezioni di economia, storia e filosofia ai suoi colleghi; da queste lezioni egli avrebbe poi estratto materiale per due suoi libri dal titolo rispettivamente Introduzione alla via della conoscenza e La natura del pensiero greco (in quattro volumi).

Nel gennaio 1936 Hatta e Syarhir vennero trasferiti nell'insediamento di Banda Neira, nelle Isole Banda, dove incontrarono altri importanti attivisti nazionalisti come Iwa Koesoemasoemantri e il mentore di Sukarno, il Dottor Tjipto Mangoenkoesoemo. Durante questo periodo di isolamento Hatta e Syarhir si dedicarono all'insegnamento a favore dei bambini locali, insegnando loro storia e politica e fu durante queste attività che Hatta conobbe un bambino locale che prese come suo figlio adottivo, Des Alwi Abubakar, che sarebbe successivamente diventato un diplomatico, storico e scrittore, tuttavia entrambi vennero nuovamente trasferiti nella città di Sukabumi, nell'isola di Giava.

## Il periodo dell'occupazione giapponese
A partire dal 1942 l'Impero giapponese diresse le sue mire espansionistiche in Asia orientale e nel Sud-est asiatico. Dal mese di marzo di quello stesso anno iniziò la sua campagna nelle Indie olandesi, sconfiggendo rapidamente il Governo Coloniale Olandese che si arrese il 9 marzo 1942. A partire dal 22 marzo 1942 Hatta e Syahrir vennero nuovamente trasferiti a Giakarta, dove Hatta incontrò il maggior generale Harada, Capo Ad Interim del Governo, il quale chiese ad Hatta di diventare suo consigliere per il governo d'occupazione. Hatta accettò questa mansione nella speranza che, avendo avuto garanzie dallo stesso Harada che i giapponesi non intendevano occupare l'Indonesia, questa situazione avrebbe potuto rendere più vicina l'indipendenza indonesiana. Se il Giappone, in forza della sua visione ultra-nazionalistica, avesse riconosciuto l'indipendenza indonesiana, pensava Hatta, ciò avrebbe messo pressione agli Alleati di fare lo stesso.

Nel luglio del 1942, Hatta si incontrò nuovamente con Sukarno dopo essere stato liberato dalla sua prigionia ed essere tornato a Sumatra. Durante una riunione segreta tenutasi nell'abitazione di Hatta, si incontrarono con Sjahrir, ed i tre decisero insieme una nuova strategia in base alla quale, mentre Hatta e Sukarno avrebbero dovuto cooperare con l'occupatore giapponese, Sjahrir avrebbe dovuto organizzare la resistenza clandestina.

Sia Hatta che Sukarno erano convinti che collaborando insieme con i giapponesi sarebbero riusciti ad ottenere da questi l'indipendenza per l'Indonesia. Hatta, Sukarno e il presidente del movimento islamico Muhammadiyah, il Kyai Hajji Mas Mansoer e Ki Hajar Dewantara, formarono un quadriumvirato di leader politici che vennero utilizzati dall'Impero giapponese per fungere da intermediari con la popolazione locale. il quadriumvirato così formato lavorò con fervore durante l'occupazione giapponese, diffondendo la propaganda giapponese e presentando l'Impero Giapponese come protettore e guida dell'intero continente asiatico.

Il 9 marzo 1943 il Governo di Occupazione Giapponese approvò la costituzione di una nuova organizzazione denominata Pusat Tenaga Rakyat (Centro di Potere Popolare) o PUTERA con Hatta e gli altri quadriumviri come vice-Presidenti dell'associazione. Sukarno era convinto che tramite questa nuova realtà politica fosse possibile avviare la strada per l'indipendenza indonesiana, tuttavia essa venne fortemente strumentalizzata dai giapponesi, che se ne servirono per legittimare l'introduzione nel paese del lavoro forzato o Rōmusha.

Con l'avanzata delle forze alleate nel Pacifico, il Governo di Occupazione Giapponese cominciò ad incontrare le prime difficoltà nel mantenere l'ordine in territorio indonesiano. L'organizzazione politica del PUTERA venne sciolta e sostituita con una nuova organizzazione, la Jawa Hokokai (in giapponese ャ ワ奉公会) nel marzo del 1944 sotto la guida e la supervisione di funzionari giapponesi. A capo dell'associazione venne posto Sukarno ma, a differenza della precedenza PUTERA, i nazionalisti indonesiani ebbero spazi molto più ristretti all'interno di questa nuova realtà politica. Nel settembre del 1944, con la sconfitta nipponica ormai immineente, il 
Primo Ministro giapponese Kuniaki Koiso proclamò che il Giappone avrebbe garantito all'Indonesia l'indipendenza in tempi molto brevi. Nell'aprile del 1945 l'autorità militare giapponese avviò la composizione di un Comitato investigativo per i lavori preparatori per l'indipendenza, in lingua indonesiana Badan Penyelidik Usaha-usaha Persiapan Kemerdekaan  (BPUPK), con Rajiman Wediodiningrat come Presidente, e Hatta e Sukarno tra i suoi membri; che si sarebbe riunito nei successivi tre mesi prendendo decisioni che avrebbero avuto un peso nel futuro immediato dell'Indonesia, quali la scrittura della Costituzione e la definizione dei territori che sarebbero stati compresi all'interno della nuova realtà nazionale.

## La proclamazione dell'Indipendenza
A partire dal mese di agosto del 1945, ormai sull'orlo della sconfitta, l'amministrazione giapponese approvò l'indipendenza indonesiana e costituì il Comitato preparatorio per l'indipendenza indonesiana (in lingua indonesiana Panitia Persiapan Kemerdekaan Indonesia (PPKI)) formato da 62 membri con lo scopo di sovrintendere a questo passaggio così importante, eleggendo Sukarno come suo Presidente. L'8 agosto 1945 Hatta e Sukarno vennero convocati a Saigon per incontrarsi con il maresciallo Hisaichi Terauchi, Comandante in Capo delle forze giapponesi nel sud-est asiatico. Terauchi confermò ad Hatta e Sukarno che il PPKI si sarebbe costituito entro il 18 agosto e che l'Indonesia sarebbe diventata una nazione indipendente sotto la supervisione dell'Impero Giapponese.

Il 14 agosto Hatta e Sukarno tornarono in Indonesia, e ricevettero da Syahrir le notizie della bomba atomica su Hiroshima e Nagasaki. Syahrir incalzò Hatta nell'incoraggiare Sukarno a dichiarare immediatamente l'indipendenza indonesiana dal momento che l'Impero Giapponese non sarebbe stato in grado di supervisionare il processo come programmato. Il 15 agosto 1945 l'Impero Giapponese si arrese agli Alleati; in Indonesia la notizia non venne confermata immediatamente, ma quando Sukarno ed Hatta andarono presso gli uffici del Governo di Occupazione Giapponese non trovarono più nessuno e rimasero fortemente scioccati alla conferma della notizia della resa nipponica.

Dando ascolto anche alle pressanti richieste soprattutto da parte dei movimenti giovanili indipendentisti, Hatta e Sukarno dichiararono l'indipendenza dell'Indonesia il 17 agosto 1945.

## Vice Presidente dell'Indonesia
Il 18 agosto 1945 Hatta venne scelto per ricoprire la carica di Vice Presidente dell'Indonesia da parte del PPKI, con Sukarno in qualità di Presidente. Durante i primi mesi del suo mandato, Hatta prese tre importanti decisioni:
- In ottobre attribuì al Comitato Centrale Nazionale dell'Indonesia (KNIP) il potere legislativo, affiancandolo al ruolo di consiglio del Presidente già proprio di questa istituzione.
- Sempre nel mese di ottobre autorizzò la costituzione dei partiti politici in Indonesia.
- Nel mese di novembre prese l'importante decisione di togliere al Presidente il ruolo ed il potere di Capo del Governo, trasferendolo alla carica del Primo ministro.

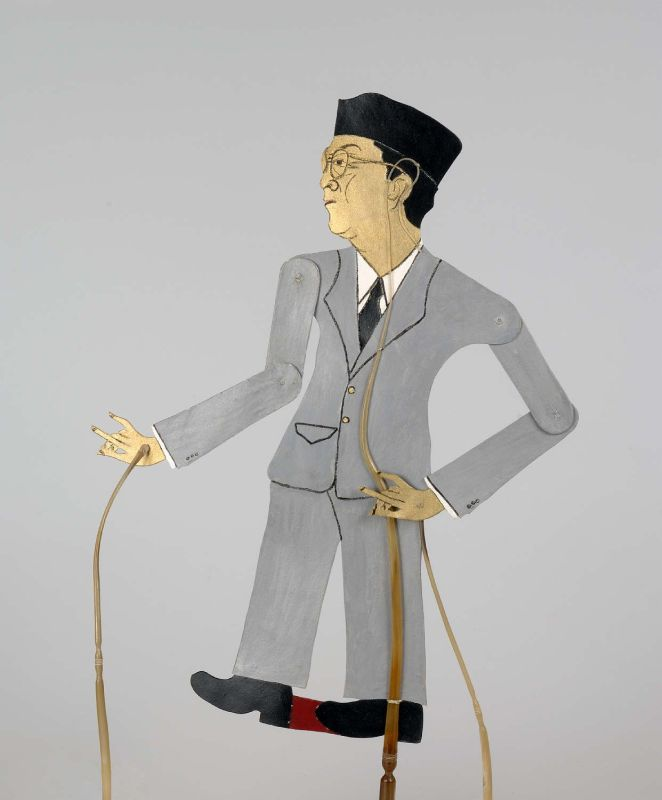
Hatta nel suo ruolo di Vice-Presidente rappresentato in una marionetta Wayang secondo la tradizione indonesiana

### La rivoluzione indipendentista
Quando gli olandesi iniziarono a inviare le loro truppe in Indonesia per ripristinare il loro potere coloniale, Hatta, Syahrir e Sukarno furono tutti concordi nel tentare la via diplomatica per confermare la dichiarazione d'indipendenza. Questa decisione, tuttavia, provocò non poche tensioni con gli elementi più radicali all'interno del governo appena insediato, come Chairul Saleh e Adam Malik.

Nel gennaio del 1946 Hatta e Sukarno si trasferirono a Yogyakarta, lasciando Syahrir alla guida dei negoziati diplomatici a Giakarta. Alla fine del 1946 la soluzione diplomatica scelta da Hatta e Sukarno sembrò raccogliere i suoi frutti grazie alla firma dell'Accordo di Linggadjati del 15 novembre 1946, con il quale l'Olanda era chiamata a riconoscere la Repubblica d'Indonesia. Tuttavia il riconoscimento territoriale avrebbe investito unicamente l'isola di Giava, Sumatra e Madura; inoltre questi territori avrebbero dovuto far parte di una realtà politica federale in unione ai territori ancora sotto la giurisdizione coloniale olandese, ovvero gli Stati Uniti d'Indonesia, con Guglielmina dei Paesi Bassi come suo Capo di Stato.

Nonostante gli accordi nessuna delle due parti ne rispettò i termini, in particolare l'autorità coloniale olandese decise di avviare una vera e propria operazione militare con nome in codice Operazione Product nel 1947, che aveva lo scopo di normalizzare i territori sotto il controllo degli indipendentisti indonesiani. Nel dicembre del 1947 le due parti, su pressione delle Nazioni Unite, in particolare degli Stati Uniti d'America, Repubblica d'Indonesia e autorità coloniale olandese si sedettero per firmare un nuovo accordo, l'Accordo della Renville, sulla nave da guerra statunitense USS Renville. In questo secondo accordo, molto più favorevole all'autorità coloniale olandese, la Repubblica d'Indonesia fu chiamata a riconoscere i guadagni territoriali ottenuti dagli olandesi durante l'Operazione Product. I termini dell'accordo suscitarono proteste da parte degli indipendentisti indonesiani più oltranzisti, tra i quali Amir Sjarifuddin che diede le dimissioni dalla sua carica di Primo ministro. Al suo posto Sukarno nominò proprio Hatta, che prese anche l'incarico di Ministro della Difesa.

Nel dicembre del 1948 gli olandesi lanciarono una seconda offensiva, l'Operazione Corvo (Operatio Kraai) concentrando le proprie forze contro la sede del governo indonesiano, Yogyakarta; Hatta e Sukarno decisero di rimanere nella città assediata e vennero arrestati, non prima di proclamare un Governo di Emergenza della Repubblica d'Indonesia (Pemerintahan Darurat Republik Indonesia), con sede a Sumatra al quale trasferirono tutta la loro autorità. La resistenza indonesiana continuò sotto la guida del comandante Sudirman, e la lotta per l'indipendenza indonesiana ottenne l'appoggio internazionale di importanti alleati, primo fra tutti gli USA. Nel maggio del 1949 con l'Accordo Roem–van Roijen le autorità coloniali olandesi accettarono di liberare Hatta, Sukarno e gli altri leader del Governo indonesiano; nel luglio dello stesso anno Hatta e Sukarno fecero il loro ritorno a Yogyakarta.

In agosto del 1949, Hatta guidò la delegazione indipendentista indonesiana ai trattati di pace olandesi-indonesiani, tenutisi a l'Aia sotto l'egida degli USA, grazie ai quali nel novembre dello stesso anno si diede vita agli Stati Uniti d'Indonesia, una federazione di stati comprendente la Repubblica d'Indonesia governata dal governo indipendentista indonesiano e da altri quindici stati federati sotto il controllo coloniale olandese durante la guerra d'indipendenza indonesiana.

Hatta continuò a ricoprire la carica di Primo Ministro della nuova Repubblica d'Indonesia e coordinò la transizione dallo stato federale allo stato unitario che terminò il 17 agosto 1950.

### Il ritiro dalla Vice-Presidenza
La Repubblica Indonesiana proclamò una costituzione provvisoria nel 1950 che si ispirava alla democrazia parlamentare
riducendo il ruolo presidenziale ad una figura simbolica e rappresentativa con poteri molto limitati. Questa scelta lasciò la figura del Vice-Presidente Hatta con ancora meno poteri, anche in ragione del fatto che il suo incarico come Primo ministro non venne rinnovato.

Nel 1955 Hatta annunciò che al momento in cui il Consiglio Rappresentativo del Popolo (Dewan Perwakilan Rakyat) e l'Assemblea Costituente Indonesiana, ovvero l'assemblea politica che avrebbe avuto il compito di scrivere la nuova costituzione indonesiana, si fossero formate, egli si sarebbe ritirato dal ruolo di Vice-Presidente. Le dimissioni vennero rassegnate il 1º dicembre 1956.

## Dopo il ritiro
Le dimissioni di Mohammad Hatta dalla sua carica di Vice-Presidente fu un duro colpo per tutta la popolazione di etnia non giavanese, dal momento che la sua figura rappresentava una forma di garanzia contro un organismo politico ed istituzionale quasi interamente nelle mani di Sukarno e della sua élite giavanese. Le conseguenze della mancanza di questa figura furono evidenti nel corso della cosiddetta rivolta dei Colonnelli scoppiata nel 1958. Durante i negoziati con il governo centrale di Sukarno, infatti, il movimento dei ribelli richiese la ricostituzione della doppia leadership Sukarno-Hatta come una delle condizioni per porre fine all'insurrezione.

Nel luglio del 1978, dopo essere rimasto a lungo in silenzio dopo il colpo di Stato perpetrato nel 1965 da Suharto, Hatta, in collaborazione con Abdul Haris Nasution, fondò l'Istituto per la Conoscenza Costituzionale (YLKB) per promuovere forme di critica costruttive contro il Nuovo Ordine di Suharto, ricevendo una forte opposizione anche repressiva dal regime indonesiano.

Hatta morì il 14 marzo 1980 a Giakarta ed è stato seppellito nel cimitero pubblico di Tanah Kusir.

Sua figlia Meutia Farida Hatta, è stata Ministro per le Politiche Femminili nel gabinetto di governo di Susilo Bambang Yudhoyono ed è attualmente Presidente del Partito Indonesiano di Giustizia ed Unità (Partai Keadilan dan Persatuan Indonesia) o PKPI.

## Riconoscimenti
- Ordine del Sacro Tesoro